# ان‌جی‌سی ۵۶۲۴
ان‌جی‌سی ۵۶۲۴ (انگلیسی: NGC 5624) نام یک کهکشان مارپیچی در صورت فلکی دوشیزه است.